# 汇泉角炮台
汇泉角炮台（德語：Batterie Huitschüen-Huk），或称汇泉炮台、会前岬炮台，是青岛德占时期驻青德军的一座海防炮台，现地址位于中华人民共和国山东省青岛市市南区汇泉角。该炮台曾参与第一次世界大战期间的1914年日德青岛战役，战后部分火炮保存较完整，一度成为旅游景点，1944年剩余火炮被日军拆除回炉，1949年后重新改为军事用地至今，现为青岛市文物保护单位。

## 历史
汇泉角炮台为德占时期第一批完工的炮台之一，装备有150毫米加农炮3门，以及1900年八国联军侵华期间从清军缴获的240毫米加农炮2门，1903年完成火炮安装，一说1902年建成。炮台建成后不久曾参与1903年10月8日德军在青岛的攻防演习。

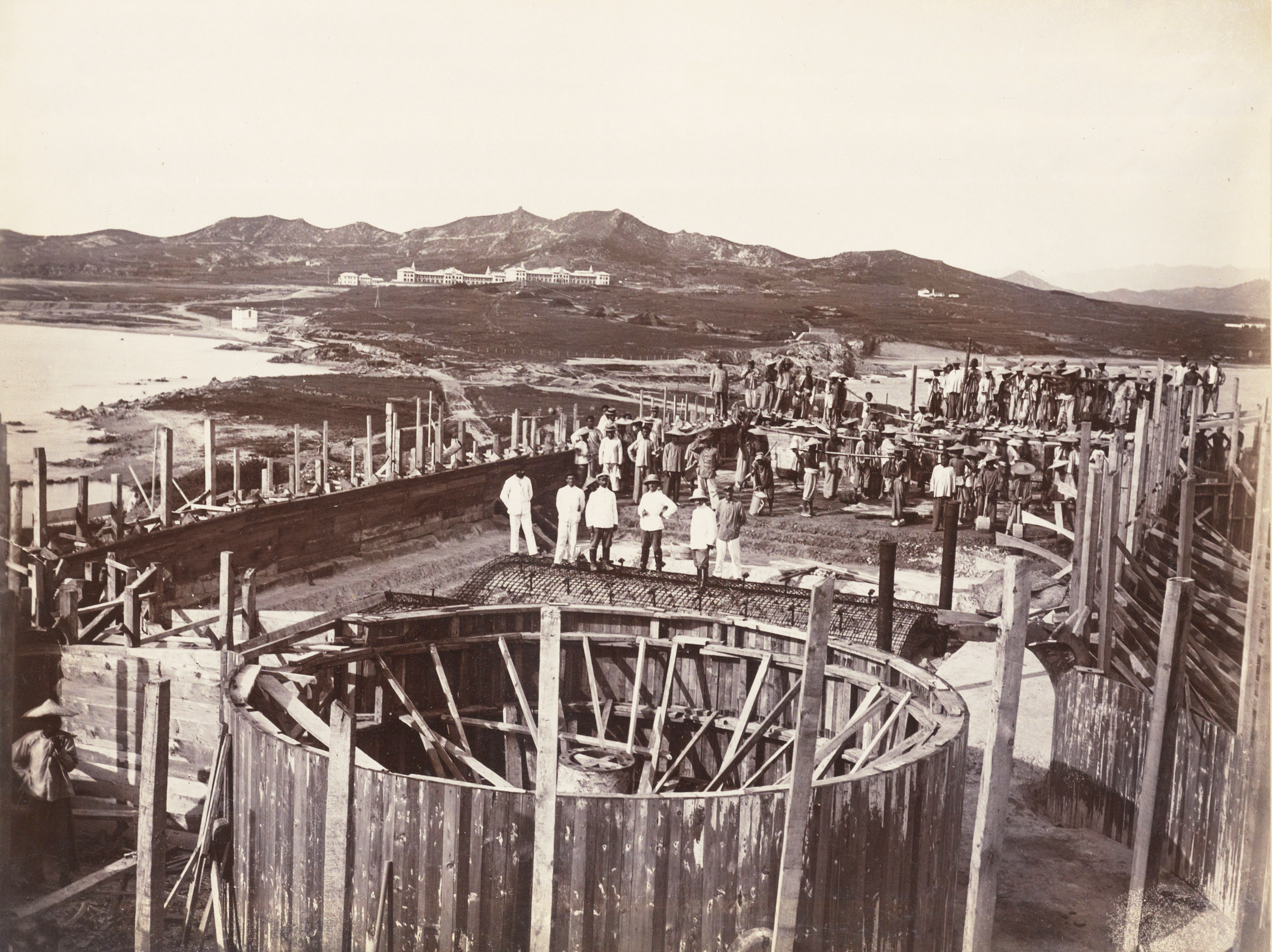
建造中的汇泉角炮台，后方远处可见伊尔蒂斯兵营与太平山

1914年8月至11月的日德青岛战役期间，汇泉角炮台由德军军官1人、士兵90人驻守。9月29日，日英联合舰队开始从海上炮击德军各炮台、堡垒，德军以大口径岸炮、舰炮还击。10月14日，汇泉角炮台遭日英舰队炮击，炮台未受较大损伤，并以240毫米加农炮还击，将英军凯旋号战列舰击伤。除向海上射击外，炮台还曾调转炮口向陆地前线炮击。多次遭到炮击后，该炮台最终有一门240毫米加农炮被击中无法使用。另据日军记载，11月2日，日军一发炮弹击穿汇泉角炮台一门火炮的炮塔但并未爆炸，仅破坏了埋设于地下的电话线和水管。11月7日德军弹药耗尽后将各炮台炮台自毁，日军观测哨观测到约凌晨6点至6点30分间汇泉角炮台也发生爆破，但实际仍有3门150毫米加农炮及1门240毫米加农炮保存较完整，仅炮闩等关键部件被破坏。6点30分，炮台被日军步兵第46联队一部占领，德军官兵98人被俘。
青岛战役结束后，德军各炮台火炮均已自毁或被日军拆卸，仅有汇泉角炮台大部分火炮保存较完整，成为向游人开放的旅游景点。1927年北伐战争期间，军阀张宗昌曾对炮台加以修葺。炮台旧址后来辟为炮台公园。1930年，时任青岛市长马福祥在炮台后建“观澜亭”供游人休憩，并立《观澜亭记》碑。因此地濒临海岬，松柏茂密，礁石嶙峋，风景秀丽，炮台旧址一度成为游客必访之所，也有众多文人墨客作诗撰文描绘此地风景，先后有康有为《青岛会前石矶望海观潮高至数丈奇观也》、劳乃宣《游海滨德人旧炮台》、王亚平《一锅牛肉》等诗歌，以及闻一多、梁实秋、柯灵等作家在文章中记述此地。1936年，此处以“会崎松月”之名被评为“青岛十景”之一。
抗战末期的1944年，因军事物资缺乏，日军将汇泉角炮台遗留的火炮全部拆除，回炉熔炼用于制造武器。1949年6月中国人民解放军接管青岛后，汇泉角炮台遗址由解放军接管作为海防榴弹炮阵地，后由海军接管，成为军事用地至今，不再对外开放。1984年7月27日，汇泉角炮台遗址列入第二批青岛市文物保护单位。2000年列入第一批青岛市历史优秀建筑名单。

## 结构

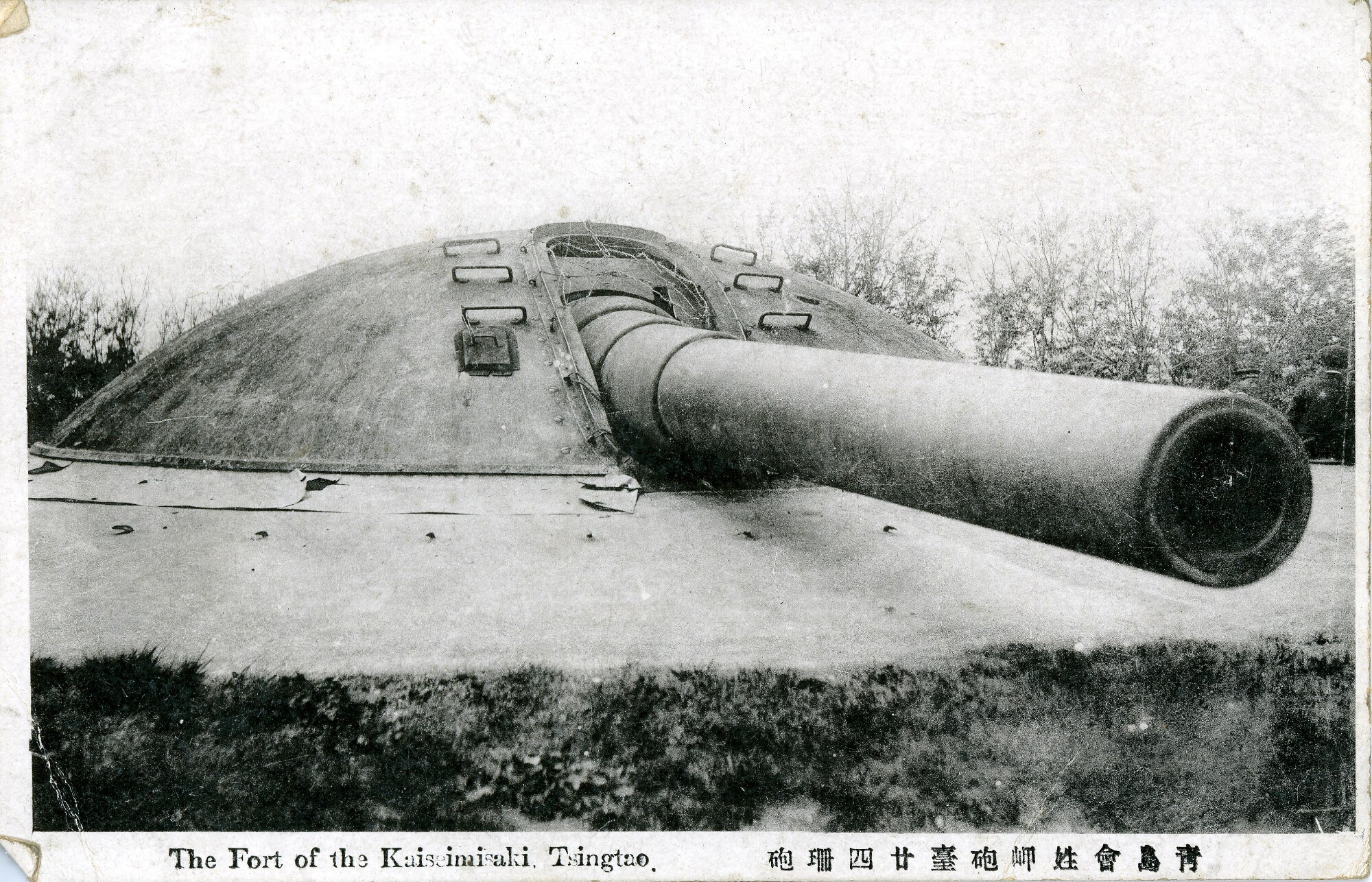
汇泉角炮台的240毫米加农炮近景

汇泉角炮台位于青岛湾与汇泉湾之间的汇泉角山顶，位置突出，控制着西起薛家岛东至麦岛的海域。整个炮台占地面积8.97万平方米，以铁丝网及环状防御壕环绕。据德国方面资料，炮台分为A、B两部分，炮台A装备3门150毫米40倍径速射加农炮，顶部以装甲穹盖保护，炮台B装备2门240毫米35倍径加农炮，顶部加装来自德国海军哈根号岸防舰的装甲板。其炮位现已整平覆盖。炮台A掩蔽部规模最大，面积约1500平方米，依山势而建，北高南低，东侧与山连为一体，西侧临壕沟，墙体高出地面约6米，上有7个通气孔，有铁门6处，主墙厚1米，三座炮塔设于掩蔽部顶部，南北一字排列。炮台B中掩蔽部位于北侧，平面呈倒品字形，面积约1000平方米，二层，下层西侧开铁门3处。掩蔽部内设指挥室、寝室、弹药库、灶间、洗澡间，以及运输弹药的地下铁轨及照明电灯。炮台最北端有小掩蔽部1处，面积约200平方米，南端山坡处有小掩蔽部2处。
此外，炮台遗址现存观澜亭，前青岛市长马福祥所撰《观澜亭记》碑嵌于墙上，另有“汇泉角炮台之址”方尖碑，高1.5米，由前青岛市长胡若愚题字。

## 图集
- 建造中的汇泉角炮台A大掩蔽部
- 汇泉角炮台A大掩蔽部及其上方的150毫米炮
- 日军占领后不久的汇泉角炮台
- 汇泉角炮台B两门240毫米炮，其中一门已损毁
- 240毫米加农炮侧视
- 汇泉角及汇泉角炮台航拍，约1930年代
- 汇泉角“炮台公园”，右后方为“观澜亭”
- 1939年12月的汇泉角炮台，后方为胶州湾入口海域及海西半岛（薛家岛一带）